# Balatro
Balatro est un jeu vidéo indépendant de type roguelike et deck-building s'inspirant du poker. Il est développé par LocalThunk et édité par Playstack. Il est sorti sur Microsoft Windows, PlayStation 4, PlayStation 5, Xbox One, Xbox Series X/S et Nintendo Switch, le 20 février 2024. La même année, il est adapté sur MacOS au 1er mars, puis sur iOS et Android le 26 septembre.
Dans le jeu, les joueurs utilisent des mains de poker pour marquer des points en améliorant leur paquet de cartes et en achetant des jokers avec des effets passifs.
Balatro rencontre un tel succès critique qu'il est considéré par la presse spécialisée comme le jeu vidéo indépendant le plus significatif de l'année 2024. Il remporte notamment les Game Awards du meilleur jeu indépendant et du meilleur jeu pour mobile de l'année 2024, et le BAFTA Game Award du meilleur premier jeu.

## Système de jeu
Balatro est un jeu de type roguelike et deck-building se basant sur les règles du poker. Le jeu propose 150 jokers et des cartes bonus (comme des cartes de tarot) qui permettent de changer les caractéristiques des cartes et des mains,,,.
L'un des systèmes fondamentaux de Balatro est le « multi ». Il s'agit d'un score multipliant le nombre de jetons qui peut être augmenté de diverses façons, principalement grâce aux jokers,.
Les parties se déroulent sous forme de manches, où le joueur doit battre une blinde en jouant des mains de poker pour marquer les points nécessaires afin d'atteindre le score requis par la blinde. Ce score requis augmente au fur et a mesure que le joueur avance dans la partie.
À la fin de chaque blinde, le joueur obtient des dollars, lui permettant d'acheter des produits dans la boutique. Toutes les trois blindes, le joueur doit affronter une « blinde boss » qui donne un effet contraignant au cours de cette manche, comme l'affaiblissement de certaines cartes/couleurs, piocher cache les cartes après avoir joué une main, etc. Les jokers peuvent aider à obtenir un plus gros score, et deviennent de plus en plus importants au fur et à mesure de la partie.
Entre chaque manche, une boutique est présente permettant au joueur d'acheter des jokers, des cartes de tarot et des cartes planètes, ce qui modifie le jeu en fonction de leurs règles. Le joueur peut aussi acheter des boosters d'un certain type. C'est-à-dire que chacun peut contenir que des cartes de tarot, des cartes planètes, des cartes à jouer (qui s'ajouteront au jeu) et des cartes spectrales.

## Développement
Le créateur et développeur de Balatro, LocalThunk, est basé au Canada. Employé dans le secteur de l'informatique, il a l'habitude de développer des jeux vidéo sur son temps de loisir, qu'il fait tester à sa famille et des amis, sans l'ambition de jamais les publier. Il commence à développer Balatro en décembre 2021, mais en apprenant que l'un de ses proches a suffisamment apprécié le prototype pour y consacrer plusieurs dizaines d'heures de jeu, se met à redouble d'efforts pour l'achever et le publier.
En 2023, avant sa sortie, le jeu est devenu disponible en tant que démo. Il est supprimé par LocalThunk le 1er janvier 2024 puis ramené le 25 janvier, la nouvelle version contenant quarante nouveaux jokers, de nouveaux boss et la possibilité d'acheter des boosters. La nouvelle version est mise en ligne avec une bande-annonce et une date de sortie pour la version complète du jeu au 20 février.
Le jeu sort le 20 février 2024 sur Windows, Linux, PlayStation 4, PlayStation 5, Xbox One, Xbox Series et Nintendo Switch. LocalThunk et Playstack ont confirmé leurs plans de portage sur les appareils mobiles Android et iOS en mars 2024,.
En avril 2024, le jeu est simplifié avec un correctif d'équilibrage expérimental, la 1.0.1c.
Les portages sont sortis le 26 septembre 2024, y compris une version Balatro+ pour Apple Arcade. Le jeu est devenu le plus téléchargé le même jour.

## Accueil

### Critiques
Le jeu reçoit un accueil très positif de la presse vidéoludique, avec un score de 90 % calculé par les agrégateurs de critiques OpenCritic et Metacritic,.
Le plébiscite critique du jeu est tel qu'il est considéré rétrospectivement comme le jeu vidéo indépendant le plus significatif de l'année 2024.

### Ventes
À son lancement sur Steam, la barre des 250 000 copies vendues est dépassée en 72 h. En dix jours, le jeu s'écoule à plus de 500 000 exemplaires.
Le 7 août 2024, soit seulement six mois après le lancement, l’éditeur annonce avoir vendu 2 millions d’unités toutes plateformes confondues. Le 11 décembre 2024, LocalThunk révèle sur X avoir écoulé 3,5 millions d'exemplaires. En janvier 2025, les ventes s'accélèrent (renforcés par la consécration du jeu au Game Awards 2024) et atteignent plus de 5 millions d'unités écoulées.

### Distinctions
À la suite de son grand succès en 2024, le jeu est nommé aux Game Awards dans les catégories jeu de l'année, meilleure réalisation, meilleur jeu indépendant, meilleur jeu mobile et meilleur premier jeu indépendant ; il devient le lauréat dans ces trois dernières catégories. Il remporte également le BAFTA Game Award du meilleur premier jeu.
| Liste des prix et nominations de Balatro | Liste des prix et nominations de Balatro | Liste des prix et nominations de Balatro | Liste des prix et nominations de Balatro | Liste des prix et nominations de Balatro |
| Prix                                     | Date                                     | Catégorie                                | Résultat                                 | Réf.                                     |
| ---------------------------------------- | ---------------------------------------- | ---------------------------------------- | ---------------------------------------- | ---------------------------------------- |
| Game Awards                              | 12 décembre 2024                         | Jeu de l'année                           | Nomination                               | [ 31 ]                                   |
| Game Awards                              | 12 décembre 2024                         | Meilleure réalisation                    | Nomination                               | [ 31 ]                                   |
| Game Awards                              | 12 décembre 2024                         | Meilleur jeu indépendant                 | Lauréat                                  | [ 31 ]                                   |
| Game Awards                              | 12 décembre 2024                         | Meilleur premier jeu indépendant         | Lauréat                                  | [ 31 ]                                   |
| Game Awards                              | 12 décembre 2024                         | Meilleur jeu mobile                      | Lauréat                                  | [ 31 ]                                   |
| Indie Game Awards                        | 19 décembre 2024                         | Jeu de l’année                           | Lauréat                                  | [ 32 ]                                   |
| Indie Game Awards                        | 19 décembre 2024                         | Meilleur gameplay design                 | Lauréat                                  | [ 32 ]                                   |

### Classification d'âge
Début mars 2024, le jeu est retiré de la vente sur Nintendo Switch. L'éditeur invoque un problème de certifications, le jeu étant passé à une certification « 18+ » en raison de son image de « jeu d'argent », ce que Playstack conteste, estimant que Balatro « ne contient aucune mécanique de jeux d’argent ».
En décembre 2024, le système PEGI accorde finalement une classification « interdit aux moins de 18 ans » à l’œuvre, argüant que le jeu apprend « par le biais des images, de l'information et du gameplay, des aptitudes et connaissances [qui] pourraient s'appliquer à une vraie partie de poker ». LocalThunk, le développeur du titre, critique alors le caractère arbitraire de ce système en écrivant sur X : « vu que PEGI nous a accordé une certification 18+ pour un jeu de cartes maléfique, je devrais peut-être rajouter des microtransactions/loot boxes/vrais paris afin de ramener cette certification à 3+, comme EA Sports FC »,,.
Finalement, en février 2025, PEGI revient sur sa décision et réévalue la classification de Balatro en « PEGI 12 » dans toute l'Europe.